# Khash (gastronomia)
Il khash (in armeno խաշ?; in azero xaş; in georgiano ხაში?, khashi), anche noto come pacha (in persiano پاچه‎ in albanese paçe; in arabo باجة‎?; bosniaco pače; in bulgaro  пача?; πατσάς), kalle-pache (in persiano کله‌پاچه‎; in turco kelle paça), o kakaj šürpi (ciuvascio какай шÿрпи), è un piatto di origine armena composto da varie parti della mucca, del maiale o della pecora bollite, che potrebbero includere la testa, le zampe e lo stomaco (trippa). Oltre che in Armenia, il khash è tradizionale in Afghanistan, Albania,, Artsakh Azerbaigian, Bosnia ed Erzegovina, Bulgaria, Georgia, Grecia, Iran, Iraq, Mongolia e Turchia.